# やじろべえ (漫画)
『やじろべえ』は、山川あいじによる日本の漫画作品。
『別冊マーガレット』（集英社）2010年12月号から2011年10月号まで連載されていた。単行本全2巻。1巻を越える作品は作者にとって初めてである。
血の繋がらない父の祖父の死をきっかけに、自分の環境を改めて見直し始めた娘の物語。

## 登場人物
市川 葉瑠（いちかわ はる）
15歳。10年前に母を亡くして以来、義父の誠司と2人暮らし。親友から「超ファザコン」と言われるほど誠司と仲が良い。
母が幼い自分を残して逝ってしまったことを誠司の祖母（葉瑠にとっては義理の曾祖母）が苦々しく思っていたため、自身も彼女に対して苦手意識を持っていたが、何度か家を訪ねるうちに少しずつ打ち解け始める。
市川 誠司（いちかわ せいじ）
葉瑠の義理の父。葉瑠からは昔から「誠司」と名前で呼ばれており、きちんと父親として見られているか自信はないが、会社のデスクに葉瑠との写真を飾ったり、将来的に葉瑠に残せるものとして一軒家を購入するなど、葉瑠のことを一番に考えている。
祖母は和菓子店「やじろべえ」の経営者で、誠司と葉瑠の母親との結婚にも反対していた。
鮫島 千絵（さめじま ちえ）
誠司の大学時代の1年先輩。シングルマザー。寂しがり屋で1人でいられない質。
鮫島 永和（さめじま とわ）
千絵の息子。中学生。人を観察するのが好き。千絵とはよく姉弟に間違えられる。
小村崎 凡太（こむらさき ぼんた）
葉瑠と誠司が以前住んでいたアパートの隣に母と2人暮らししていた1歳年上の少年。
中学卒業とほぼ同時期に、離婚していた両親の復縁が決まるが、父親の記憶がほとんどなく家族と思えないため、内心複雑な思いを抱いている。
川端（かわばた）
誠司の会社の同僚で、高校時代からの同級生でもある。葉瑠のことばかり気にかけている誠司を心配している。

## 書誌情報
- 山川あいじ 『やじろべえ』 集英社 〈マーガレットコミックス〉、全2巻
  1. 2011年4月25日発売[2]、ISBN 978-4-08-846649-1
    - やじろべえ 番外編[3][4]（『別冊マーガレットsister』2011年5月増刊号）

  2. 2012年2月24日発売[5]、ISBN 978-4-08-846749-8